# スミクイウオ科
スミクイウオ科（学名：Synagropidae）は、スズキ目の下位分類群の一つ。比較的水深の深い海域から4属17種が知られる。かつてはホタルジャコ科に含まれていたが、系統解析により独立した科とされた。

## 形態
体は側扁し、眼は体全体に対して大きい。殆どの種が全長10数cmほどの小型魚であるが、スミクイウオは全長30cmに達する。背鰭は9-10棘9軟条、臀鰭は2-3棘7軟条から成る。ヒメスミクイウオ属は腹鰭棘条前部に鋸歯が存在する。

## 生態
インド太平洋と西大西洋の熱帯から温帯海域に分布し、大陸棚縁から大陸斜面上部の底付近に生息する深海魚である。食性や繁殖形態など、詳しい生態についてはよく分かっていない。

## 分類
2023年現在、4属17種が分類されている。
- Caraibops 属 Prokofiev & Schwarzhans, 2017
  - Caraibops trispinosus (Mochizuki & Sano, 1984)
- Kaperangus 属 Prokofiev & Schwarzhans, 2017
  - Kaperangus microlepis (Norman, 1935)
- ヒメスミクイウオ属 Parascombrops Alcock, 1889[2]
  - バケスミクイウオ Parascombrops analis (Katayama, 1957)
  - Parascombrops argyreus (Gilbert & Cramer, 1897)
  - Parascombrops glossodon Schwarzhans & Prokofiev, 2017
  - Parascombrops madagascariensis Schwarzhans & Prokofiev, 2017
  - ノコバスミクイウオ[6][9] Parascombrops mochizukii Schwarzhans & Prokofiev, 2017
  - オリーブヒメスミクイウオ[8] Parascombrops nakayamai Schwarzhans & Prokofiev, 2017
  - サラシヒメスミクイウオ[5] Parascombrops ohei Schwarzhans & Prokofiev, 2017
  - Parascombrops parvidens Schwarzhans & Prokofiev, 2017
  - Parascombrops pellucidus Alcock, 1889
  - ヒメスミクイウオ Parascombrops philippinensis (Günther, 1880)
  - ツマリヒメスミクイウオ Parascombrops serratospinosus (Smith & Radcliffe, 1912)
  - Parascombrops spinosus (Schultz, 1940)
  - セダカヒメスミクイウオ Parascombrops yamanouei Schwarzhans & Prokofiev, 2017
- スミクイウオ属 Symphysanodon Bleeker, 1878
  - クロスミクイウオ[9] Synagrops bellus (Goode & Bean, 1896)
  - スミクイウオ Synagrops japonicus (Döderlein, 1883)